# Melaloncha sinuosa
Melaloncha sinuosa är en tvåvingeart som beskrevs av Brown 2004. Melaloncha sinuosa ingår i släktet Melaloncha och familjen puckelflugor. Inga underarter finns listade i Catalogue of Life.